# Comté de Mellette
Le comté de Mellette est un comté situé dans l'État du Dakota du Sud, aux États-Unis. En 2010, sa population est de 2 048 habitants. Son siège est White River.

## Histoire
Créé en 1909, le comté est nommé en l'honneur d'Arthur C. Mellette (en), dernier gouverneur du territoire du Dakota et premier gouverneur du Dakota du Sud.

## Villes du comté
- City :
  - White River
- Town :
  - Wood
- Census-designated places :
  - Corn Creek
  - Norris

## Démographie
Selon l'American Community Survey, en 2010, 84,15 % de la population âgée de plus de 5 ans déclare parler l'anglais à la maison, 14,43 % déclare parler dakota, 1,43 % l'espagnol.
| 1910  | 1920  | 1930  | 1940  | 1950  | 1960  |
| ----- | ----- | ----- | ----- | ----- | ----- |
| 1 700 | 3 850 | 5 293 | 4 107 | 3 046 | 2 664 |

| 1970  | 1980  | 1990  | 2000  | 2010  | - |
| ----- | ----- | ----- | ----- | ----- | - |
| 2 420 | 2 249 | 2 137 | 2 083 | 2 048 | - |